# 毛利吉盛
毛利 吉盛（もうり よしもり、天保5年11月29日（1834年12月29日） - 1877年）は、江戸時代の土佐藩士、致道館剣道導役。小目付。官位は弾正少忠、侍従。通称は毛利恭助、毛利荒次郎。

## 来歴

### 生い立ち
天保5年（1834年）11月29日、土佐藩士（御馬廻役・250石）毛利吉厚（源八郎）の二男として生まれる。先祖は旧豊臣家臣で豊前小倉城主・毛利勝信（壱岐守）の弟・毛利吉雄（出羽守）。
麻田直養（勘七）に小野派一刀流剣術を学ぶ。安政年中に江戸へ遊学し、北辰一刀流の玄武館へ入門した。

### 剣術指南役
文久元年（1861年）、大坂住吉陣営にて剣術指南役を任ぜられる。
文久3年（1863年）、小目付役（小監察）に任ぜられる。

### 薩土討幕の密約
慶応3年（1867年）5月21日、中岡慎太郎の仲介により薩摩藩士・小松帯刀邸にて、土佐藩の乾退助、谷守部、中岡慎太郎らと共に、薩摩藩の西郷吉之助、吉井幸輔、小松帯刀らが会談し、薩土密約を結んだ。

### 近江屋事件
11月15日に、坂本龍馬、中岡慎太郎が暗殺された（近江屋事件）為、11月21日、中村半次郎の案内により、谷守部とともに伏見の薩摩藩邸を訪れて御陵衛士・阿部十郎に会った。阿部は谷が中岡から聞いた犯人の声色を伝えられ、犯人は新選組・原田左之助ではないかという回答をしている。

### 明治維新以降
明治元年（1868年）、京都留守居役に任ぜられる。
明治2年（1869年）3月、雲井龍雄から出羽米沢藩士・甘粕継成の紹介状を受け取り、甘粕が新政府へ出仕するきっかけを作った。
明治政府では、静岡県参事を勤める。
明治7年（1874年）2月20日 - 従六位
明治10年（1877年）頃に病歿したといわれる。

## 家族
- 父：毛利吉厚（源八郎）
  - 兄：毛利吉貴（新平）
  - 本人：毛利吉盛（恭助）

## 補註
1. ↑  武市瑞山と同門である。
2. ↑  坂本龍馬とは同時期の同門人である。
3. ↑  菊地明 (2010年11月20日). “国立国会図書館月報. 2010年 (11月) (596)”. 坂本龍馬　近江屋事件の現在.  国立国会図書館. 2018年4月11日閲覧。
4. ↑  『太政官日誌』明治7年（第1-63号）コマ番号124